# توت (فلم)
توت هو فيلم من نوع حركة وغرب أمريكي ‏ أُصدر في 11 فبراير 2004. الفيلم من إخراج يان كونين، أما السيناريو فكان من كتابة جيرار بارش ويان كونين ولويس ملس ‏ وجان جيرو وجان ميشيل شارلييه وغيل آن هيرد. الفيلم مقتبسٌ من Blueberry (comics) ‏ من تأليف جان جيرو.

## القصة
تقع أحداث الفيلم في أريزونا. المارشال الأمريكي مايك دونوفان (فينسنت كاسل) (الذي تُطلق عليه قبيلة السكان الأصليين لقب "الأنف المكسور"؛ وعلى عكس القصص المصورة، لقبه ليس "التوت الأزرق") لديه ذكريات قاتمة عن وفاة حبه الأول. يُحافظ على السلام بين المستوطنين البيض والأمريكيين الأصليين الذين تبنّوه واعتنوا به مؤقتًا. تدفعه أفعال "الساحر الأبيض" الشريرة إلى مواجهة الشرير في الجبال المقدسة، ومن خلال طقوس شامانية تتضمن مشروبًا مُسكّنًا، يتغلب على مخاوفه ويكشف عن ذكرى مكبوتة يُفضّل إنكارها.

## طاقم التمثيل
- إيرنست بورغنين
- هيو أوكونور
- تيتسو ناجاتا
- فينسنت كاسل
- مايكل مادسن
- جوليت لويس
- إدي آيزارد
- فاهينا جيوكانتي
- دجيمون هونسو
- دومينيك باسنفلد  [لغات أخرى]‏
- كولم مياني
- كاريو
- نيكول هيلتز
- Guillermo Arévalo [الإنجليزية]‏
- فال افيري
- تيمويرا موريسون
- جيفري لويس
- خوان مانويل برنال [الإنجليزية]‏
- François Levantal [الإنجليزية]‏
- يان كونين

## وصلات خارجية
- مقالات تستعمل روابط فنية بلا صلة مع ويكي بيانات